# 北海道炭礦鉄道
北海道炭礦鉄道（ほっかいどうたんこうてつどう）は、かつて北海道内で鉄道路線を運営していた鉄道会社。
官営幌内鉄道が開業した手宮（小樽市） - 幌内（三笠市）間の鉄道路線を1889年（明治22年）に譲渡され、現在の北海道旅客鉄道（JR北海道）函館本線の一部などを建設、沿線の炭鉱から産出される石炭を積出港に運搬する役目を担った。1892年（明治25年）11月に全線開業。
1906年（明治39年）公布の鉄道国有法により、同年10月1日に鉄道路線は買収・国有化されたが、会社自体はその後も北海道炭礦汽船株式会社と改称して存続している。

## 事業
一　本社ハ石炭採掘販売コークスノ製造販売及船舶回漕業ヲ営ム

一　本社ハ夕張空知幌内幾春別及神威ノ炭鉱ヲ有ス炭境有ス炭質は何レモ良好ニシテ三テ其ハ種類ニ應シテ汽車、汽船、工場、暖房等ノ燃料ニコークス瓦斯製法用ニ適ス

一　本社ハ追分ニコークス製造場ヲ有シ其製品佳良ナリ

一　本社ハ大小汽船七艘及艀船八十餘ヲ所有ス

一　本社ハ北海度ノ各要地ヲ連給スル鉄道二百餘哩ヲ有シ最モ親切ニ旅客貨物ヲ運送ス
—北海道炭礦鉄道 明治36年の広告 

## 歴史
- 1889年（明治22年）
  - 11月18日 鉄道布設及営業免許[4]

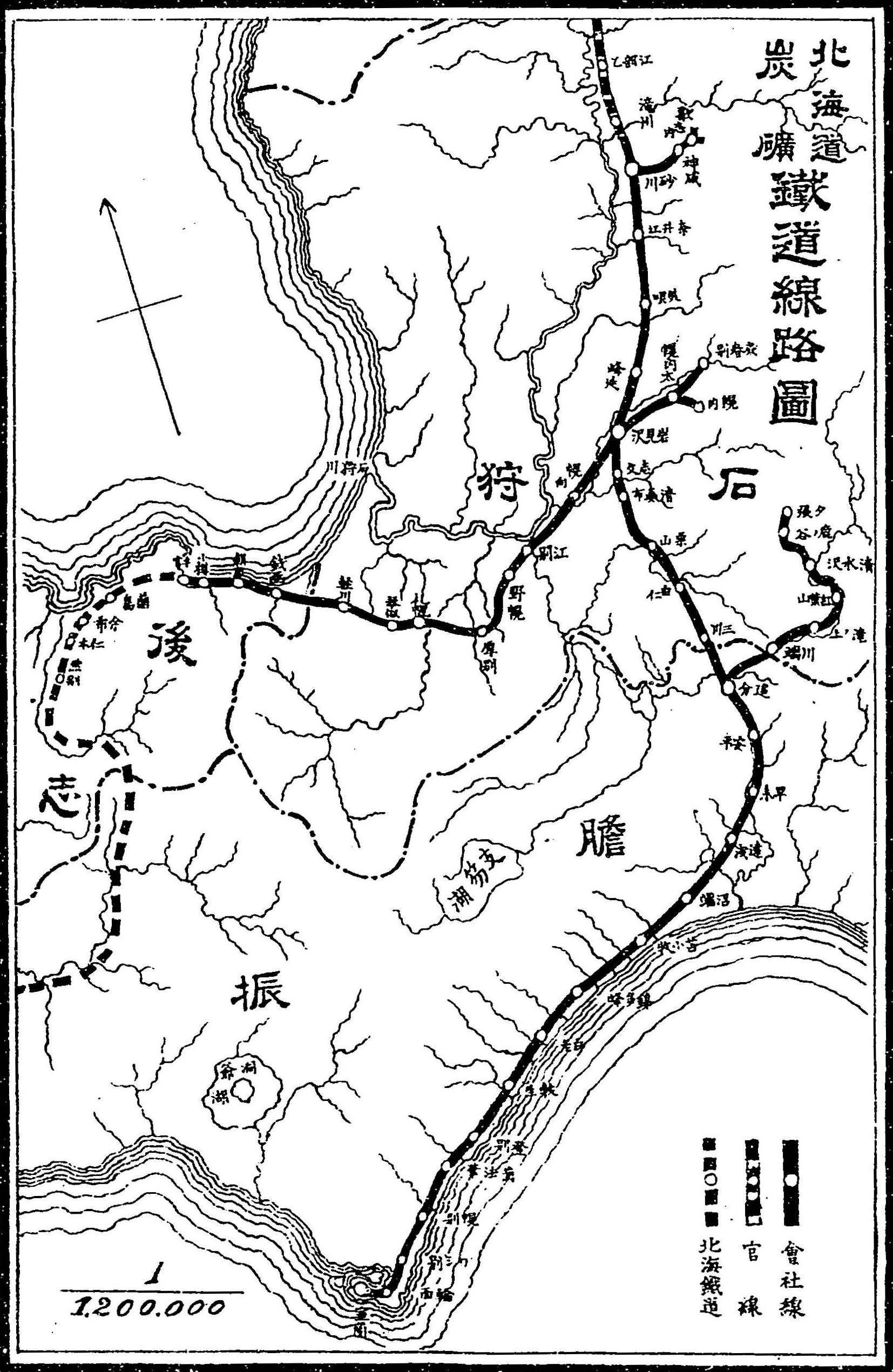
北海道炭礦鉄道 明治36年の路線図

  - 12月11日　【譲受】手宮 - 幌内、幌内太 - 幾春別（←官営幌内鉄道）　【駅】手宮、住吉、朝里、銭函、軽川、琴似、札幌、白石、野幌、江別、幌向、岩見沢、幌内太、幌内、幾春別
- 1890年（明治23年）9月5日?　【駅廃止】白石
- 1891年（明治24年）7月5日　【延伸開業】岩見沢 - 砂川 - 歌志内　【駅新設】峰延、美唄、奈井江、砂川、歌志内
- 1892年（明治25年）
  - 2月1日　【延伸開業】砂川 - 空知太　【駅新設】空知太
  - 8月1日　【延伸開業】岩見沢 - 室蘭[5]　【駅新設】由仁、追分、苫小牧、白老、登別、幌別、室蘭（初代）
  - 11月1日　【延伸開業】追分 - 夕張[6]　【駅新設】紅葉山、夕張
- 1893年（明治26年）
  - 3月26日　【駅新設】（貨）桟橋
  - 7月1日　【駅新設】栗山
  - 8月1日　【駅新設】川端
- 1894年（明治27年）
  - 8月1日　【駅新設】厚別、早来
  - 10月1日　【駅新設】清真布
- 1896年（明治29年）10月21日　【駅新設】神威
- 1897年（明治30年）
  - 2月16日　【駅新設】滝ノ上、清水沢、敷生（現、竹浦）、三川
  - 7月1日　【延伸開業】輪西 - 室蘭　【駅新設】室蘭（2代）　【駅名改称】室蘭（初代）→輪西（初代）
- 1898年（明治31年）
  - 2月1日　【駅新設】錦多峰、沼ノ端
  - 7月16日　【借上】砂川 - 空知太（→北海道官設鉄道）
- 1900年（明治33年）6月11日　【駅名改称】住吉→小樽
- 1901年（明治34年）
  - 11月6日　【駅廃止】（貨）桟橋
  - 12月1日　【駅新設】鷲別、鹿ノ谷
- 1902年（明治35年）
  - 8月1日　【駅新設】（貨）志文
  - 9月21日　【駅新設】遠浅
  - 10月11日　【駅新設】安平
- 1903年（明治36年）4月21日　【駅新設】白石　【貨物駅→一般駅】志文
- 1905年（明治38年）
  - 4月1日　【借上】砂川 - 空知太（→官設鉄道。北海道官設鉄道の官設鉄道編入による）
  - 6月21日　【駅新設】（貨）御崎
  - 10月8日　【駅新設】張碓
  - 11月15日　【駅新設】（貨）沼ノ沢
- 1906年（明治39年）10月1日　【被買収・国有化】全線

## 被買収路線

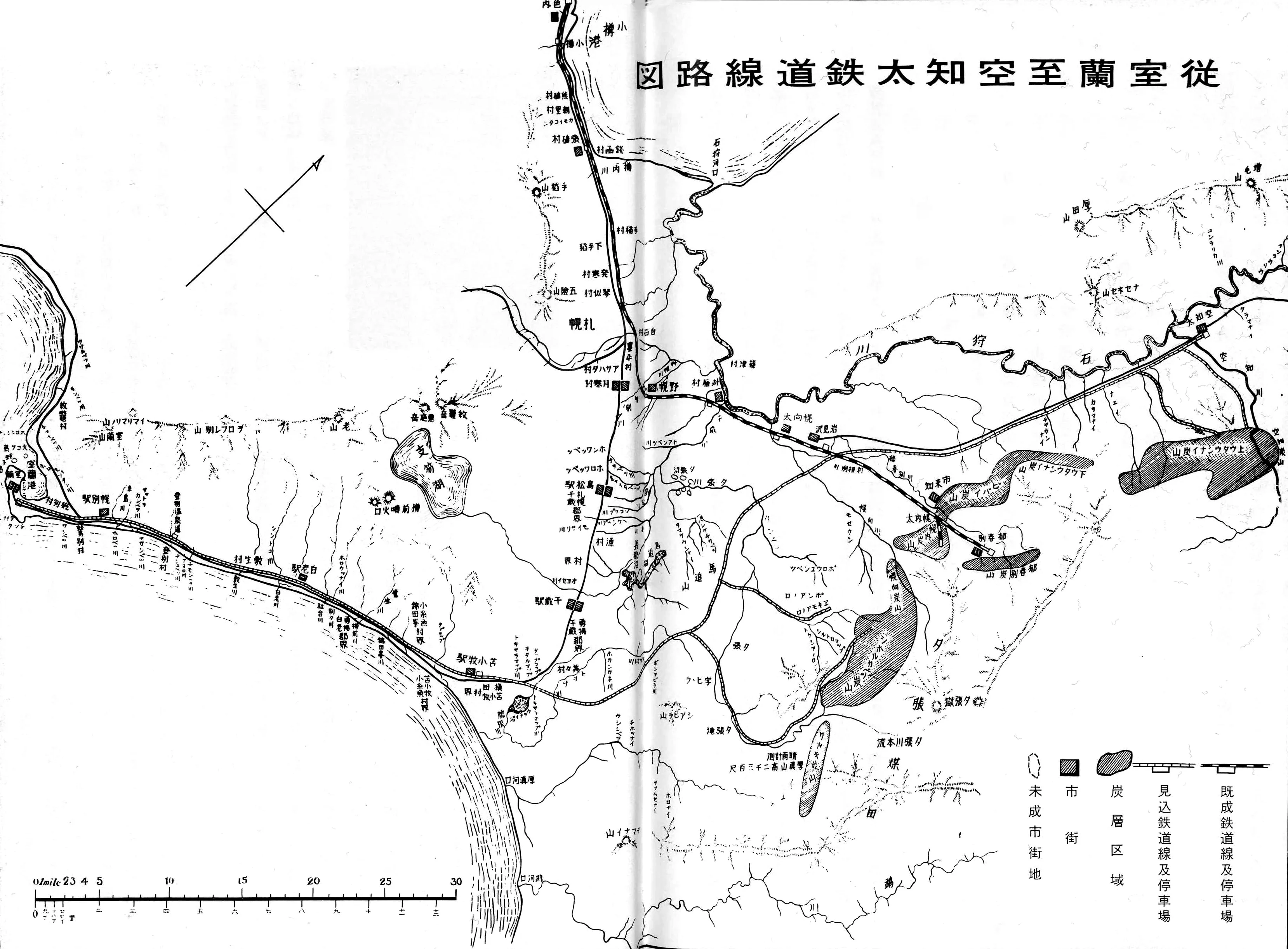
太線は当社線。中央の細線は北海道鉄道会社線。

下記の計207.5マイル(≒329.79キロメートル)が買収された。なお、砂川 - 空知太間は官設鉄道（1905年3月31日以前は北海道官設鉄道）が借受けていた。
- 室蘭 - 岩見沢 - 手宮　133.6哩(≒214.53km)：現在の函館本線および室蘭本線の一部、手宮線（1985年廃止）
- 岩見沢 - 歌志内　30.8哩(≒45.73km)：現在の函館本線の一部および歌志内線（1988年廃止）
- 砂川 - 空知太　3.0哩(≒4.83km)：現在の函館本線の一部
- 岩見沢 - 幾春別　11.2哩(≒18.19km)：後の幌内線（1987年廃止）
- 幌内太 - 幌内　1.7哩(≒2.74km)：後の幌内線（1987年廃止）
- 追分 - 紅葉山 - 夕張　27.2哩(≒43.77km)：現在の石勝線の一部（紅葉山 - 夕張は2019年廃止）

1哩（マイル）＝1.609344km

## 車両

### 蒸気機関車
（番号は、国有化時のものを記す。）
- A形 → イ形（1 - 8） - 2-6-0(1C)形テンダ機 - 鉄道院7100形 - ポーター社製（官営幌内鉄道引継ぎ）
- B形 → ロ形（9，10） - 2-6-0(1C)形テンダ機 - 鉄道院7170形 - ボールドウィン社製（官営幌内鉄道引継ぎ）
- 15，16 - 2-4-2(1B1)形サドルタンク機 - 1898年豆相鉄道に譲渡 - ボールドウィン社製
- D形 → ハ形（15，16（2代）） - 0-4-0(B)形サドルタンク機 - 鉄道院5形 - ボールドウィン社製
- E形 → ニ形（17，18） - 0-6-0(C)形タンク機 - 鉄道院1100形 - ナスミス・ウィルソン社製（旧山陽鉄道）
- C形・F形 → ホ形（11 - 14，19 - 24，28，29，33 - 37，39 - 46） - 2-6-0(1C)形テンダ機 - 鉄道院7200形 - ボールドウィン社製
- G形 → ヘ形（25 - 27，31，32，38，50，51） - 2-8-0(1D)形テンダ機 - 鉄道院9000形 - ボールドウィン社製
- H形 → ト形（30） - 2-6-0(1C)形テンダ機 - 鉄道院7150形 - 自社手宮工場製（国産機関車第2号）
- J形 → チ形（47 - 49） - 2-6-2(1C1)形タンク機 - 鉄道院3060形 - ボールドウィン社製
- K形 → リ形（52 - 54） - 0-6-0(C)形タンク機 - 鉄道院1980形 - ブルックス社製（旧勢和鉄道注文流れ）
- L形 → ヌ形（55 - 57） - 4-4-0(2B)形テンダ機 - 鉄道院5700形 - スケネクタディ社製
- M形 → ル形（58 - 60） - 2-6-2(1C1)形タンク機 - 鉄道院3390形 - ボールドウィン社製（58は日本鉄道から譲受）
- N形 → ヲ形（61，62） - 0-6-0(C)形タンク機 - 鉄道院1430形 - ハノーバー社製
- O形 → ワ形（A，7（2代）） - 0-8-0(D)形タンク機 - 鉄道院4000形 - ポーター社製
- カ形（71 - 73） - 2-8-0(1D)形テンダ機 - 鉄道院9030形 - ボールドウィン社製
- ヨ形（68 - 70） - 4-4-0(2B)形テンダ機 - 鉄道院5800形 - ボールドウィン社製
- ヨ形（74 - 78） - 4-4-0(2B)形テンダ機 - 鉄道院5700形 - アメリカン・ロコモティブ社スケネクタディ工場製
- 100 - 125 - 2-8-0(1D)形テンダ機 - 鉄道院9050形 - アメリカン・ロコモティブ社ピッツバーグ工場製（国有化後に到着）

### 客車
- 開拓使
- 北海道炭礦鉄道の客車